# Einzelphotonen-Emissionscomputertomographie

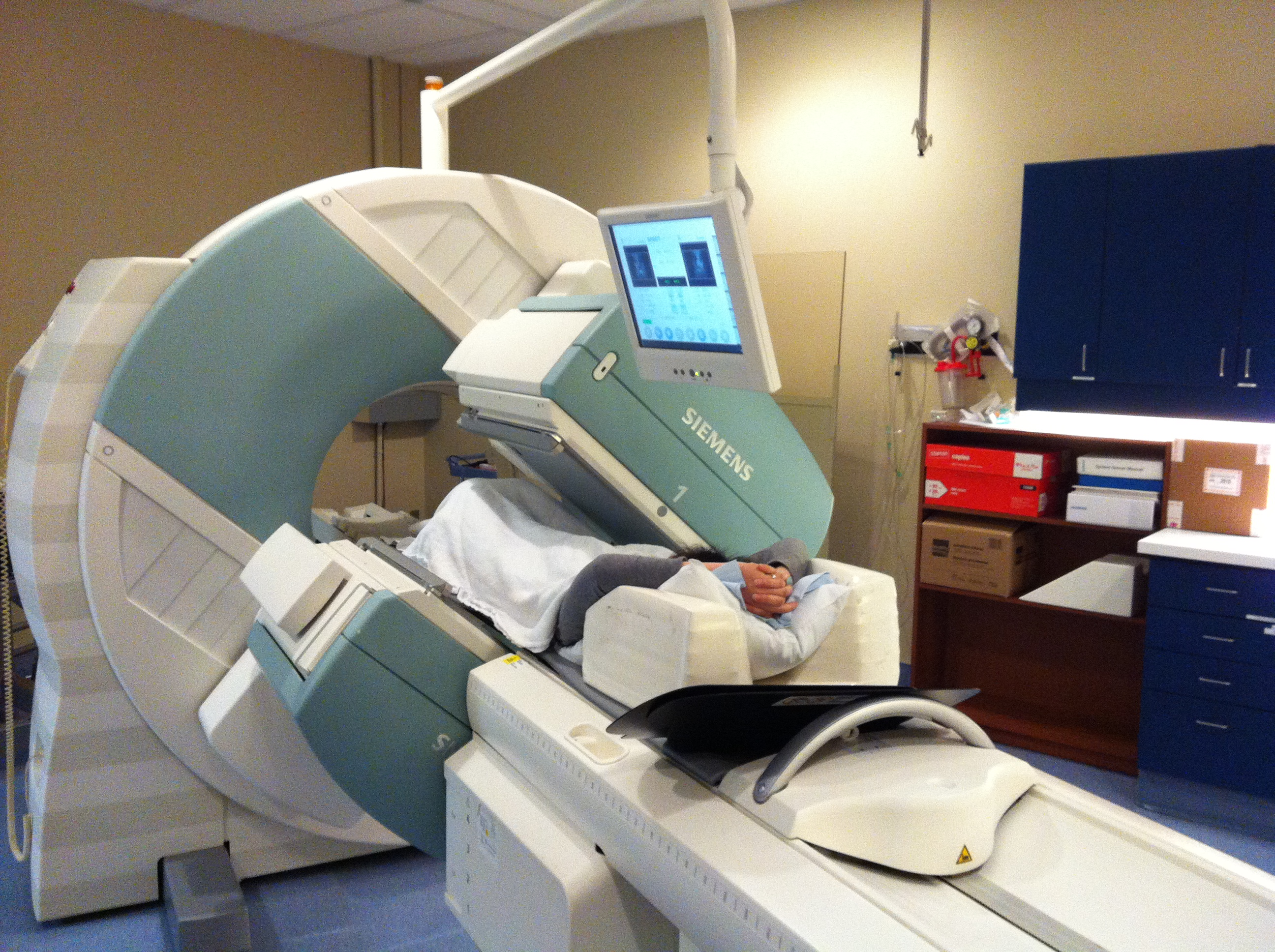
SPECT

Die Einzelphotonen-Emissionscomputertomographie (kurz SPECT von englisch single photon emission computed tomography) ist ein diagnostisches Verfahren zur Herstellung von Schnittbildern lebender Organismen und damit eine Variante der Emissionscomputertomographie. SPECT-Bilder zeigen die Verteilung eines Radiopharmakons im Körper. Sie eignen sich, je nach Art des Radiopharmakons, zur Beurteilung der Funktion verschiedener Organe.

## Prinzip und Durchführung
Basierend auf dem Prinzip der Szintigrafie wird dem Patienten zu Beginn der Untersuchung ein Radiopharmakon (ein Radionuklid oder eine mit einem Radionuklid markierte Substanz) verabreicht, meist als Injektion in eine Armvene. Die verwendeten Radionuklide emittieren Gammastrahlung, die mit Gammakameras detektiert wird. Eine oder mehrere solcher Kameras rotieren um den Körper und detektieren die emittierte Strahlung aus unterschiedlichen Raumrichtungen. Aus diesen planaren Aufnahmen (sog. Projektionen) lässt sich mittels inverser Radontransformation wieder auf die Verteilung des Radiopharmakons im Körperinneren zurückschließen und diese anschließend z. B. als Schnittbilder durch den Körper darstellen. Im Gegensatz zu „statischen“ SPECT-Untersuchungen, bei denen nur die Verteilung des Radiopharmakons zu einem Zeitpunkt bestimmt wird, gibt es auch sog. „dynamische“ Untersuchungen, wobei man durch wiederholte Messungen im Abstand von Minuten, Stunden oder Tagen zu einer Beurteilung der zeitlichen Änderung der Radioaktivitätsverteilung gelangt (z. B. mit 133Xe). Häufige Anwendung findet SPECT im Rahmen der Kardiologie, wobei man die gemessenen Zerfälle in Relation mit dem Herzschlag (gemessen z. B. durch ein zusätzliches EKG) registriert. Letzteres Verfahren nennt man gated SPECT, denn die Daten werden in verschiedene Gates oder Bins einsortiert.

## Weitere Anwendungsgebiete

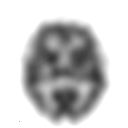
Darstellung des Gehirns

- Myocard-SPECT zur Untersuchung von Durchblutung (und eingeschränkt der Vitalität) des Herzmuskelgewebes (Myokardszintigrafie). Das verwendete Radiopharmakon ist meist das Technetium-Isotop 99mTc in Tetrofosmin oder in MIBI (Methoxyisobutyl-isonitril).[1]
- Knochen-SPECT zur Lokalisation von Regionen mit verändertem Knochenstoffwechsel in der Skelettszintigrafie.
- Hirnfunktions-SPECT: FP-CIT- (Abk. für 123I-N-ω-fluoropropyl-2β-carbomethoxy-3β-(4-iodophenyl)nortropane) und IBZM- (Abk. für 123I-Jodbenzamid[2]) SPECT zur Diagnostik und Differenzierung von Parkinsonsyndromen und gegenüber weiteren degenerativen Hirnerkrankungen[3]
- Epilepsie-SPECT,[4] siehe Hirnperfusionsszintigrafie
- Octreotid-SPECT im Rahmen der Somatostatin-Rezeptor-Szintigrafie bei neuroendokrinen Tumoren[5][6][7]
- 123I-Metaiodbenzylguanidin-Szintigrafie (MIBG-Szintigrafie) bei adrenergen Tumoren z. B. des Nebennierenmarkes, sog. Phäochromozytom[8]

## Vergleich und Kombination mit anderen Verfahren
Die SPECT gehört wie die Positronen-Emissions-Tomographie (PET) zu den funktionellen bildgebenden Verfahren: die erzeugten Bilder geben vor allem Aufschluss über Stoffwechselabläufe im untersuchten Körper. Die Morphologie des Körpers lässt sich hingegen nur grob beurteilen, da diese in den abgebildeten Stoffwechselinformationen nicht oder nur teilweise enthalten ist und zusätzlich die Auflösung anderen Verfahren unterlegen ist. Die Röntgen-Computertomographie (CT) eignet sich besser zur Darstellung der Morphologie.
Neuere Gerätesysteme wie SPECT/CT erlauben die Kombination der Vorteile der morphologischen und funktionellen Bildgebung an einer Kamera und Datenauswertung am selben Computersystem. Die daraus resultierenden sogenannten Fusionsbilder ermöglichen die genaue Zuordnung funktioneller Auffälligkeiten zu den anatomischen Strukturen. Dieses Verfahren hat besondere Bedeutung bei der Beurteilung verschiedener Krebserkrankungen und deren Verlaufsuntersuchungen.
Im Vergleich zur PET ist SPECT weniger aufwändig und billiger, da einerseits keine kurzlebigen Radionuklide verwendet werden, die in nächster Nähe zum Scanner hergestellt werden müssen, und andererseits die Scanner wesentlich kostengünstiger sind (weniger Elektronik). Heutzutage gehen die Einsatzgebiete der beiden Verfahren jedoch fließend ineinander über. Auch bei der SPECT kommen mittlerweile die bei der PET gebräuchlichen schnell zerfallenden Radionuklide zum Einsatz. Die Hauptnachteile sind die im Vergleich zur PET geringere räumliche Auflösung und die geringere Sensitivität der Kameras. Der Grund liegt im Kameraprinzip, bei dem die Richtungsinformation der Strahlung mittels Kollimatoren gewonnen wird, die faktisch wie Filter wirken und nahezu alle Strahlung von der Kamera fernhalten außer der, die aus einer genau definierten Richtung kommt. Dies reduziert die bildgebende Effizienz bezogen auf den notwendigen Einsatz des Radionuklids im Vergleich zur PET erheblich.
In der nuklearmedizinischen Diagnostik mit SPECT wird allein auf γ-Strahler zurückgegriffen (meist 99mTc), da andere Strahlungsarten (α- und β−-Strahlung) im Gewebe eine viel zu kurze Reichweite haben, um noch außerhalb des Körpers gemessen werden zu können. Diese Strahlungsarten finden in der nuklearmedizinischen Therapie Verwendung. β+-Strahler werden bei der PET eingesetzt, dort wird allerdings die Photonen-Emission (γ-Strahlung) als sekundärer (vom primären Positron oder β+-Teilchen ausgelöster) Effekt (Vernichtungsstrahlung) genutzt.